# Plagioracelopus rutteri
Plagioracelopus rutteri là một loài Rêu trong họ Polytrichaceae. Loài này được (Thér. & Dixon) G.L. Merr. miêu tả khoa học đầu tiên năm 1987.